# Ère Jinki
L'ère Jinki (神亀) est une des ères du Japon (年号,, nengō,, lit. « nom de l'année ») après l'ère Yōrō et avant l'ère Tenpyō. Cette période couvre les années courant du mois de février 724 jusqu'au mois d'août 729. L'empereur régnant est Shōmu (聖武天皇).

## Changement de l'ère
- 724 Jinki gannen (神亀元年?) : Le nom de la nouvelle ère est créé pour marquer un événement ou une série d'événements. L'ère précédente se termine et la nouvelle ère commence durant « Yōrō » 8, le 4e jour du 2e mois de 724[3].

## Événements de l'ère Jinki
- 727 (Jinki 4) : L'empereur envoie des commissionnaires dans toutes les provinces pour rendre compte de l'administration des gouverneurs et de la conduite des fonctionnaires publics[4].
- 724 (Jinki 5) : Un ambassadeur coréen est reçu à la cour[4].

| Jinki     | 1re | 2e  | 3e  | 4e  | 5e  | 6e  |
| Grégorien | 724 | 725 | 726 | 727 | 728 | 729 |